# Crisis? What Crisis?
Crisis? What Crisis? – czwarty studyjny album brytyjskiego zespołu rockowego Supertramp, wydany w listopadzie 1975 roku. 

## Lista utworów
| #  | Tytuł                 | Kompozytorzy               | Wokal                      | Czas |
| -- | --------------------- | -------------------------- | -------------------------- | ---- |
| A1 | "Easy Does It"        | Rick Davies, Roger Hodgson | Roger Hodgson              | 2:18 |
| A2 | "Sister Moonshine"    | Rick Davies, Roger Hodgson | Roger Hodgson              | 5:15 |
| A3 | "Ain't Nobody But Me" | Roger Hodgson, Rick Davies | Rick Davies                | 5:07 |
| A4 | "A Soapbox Opera"     | Rick Davies, Roger Hodgson | Roger Hodgson              | 4:54 |
| A5 | "Another Man's Woman" | Rick Davies, Roger Hodgson | Rick Davies                | 6:15 |
| B1 | "Lady"                | Rick Davies, Roger Hodgson | Roger Hodgson              | 5:26 |
| B2 | "Poor Boy"            | Rick Davies, Roger Hodgson | Rick Davies                | 5:07 |
| B3 | "Just a Normal Day"   | Rick Davies, Roger Hodgson | Rick Davies, Roger Hodgson | 4:02 |
| B4 | "The Meaning"         | Rick Davies, Roger Hodgson | Roger Hodgson              | 5:23 |
| B5 | "Two of Us"           | Rick Davies, Roger Hodgson | Roger Hodgson              | 3:27 |

## Skład
- Roger Hodgson - śpiew, gitary, instrumenty klawiszowe
- Bob C. Benberg - perkusja, instrumenty perkusyjne
- Dougie Thomson – gitara basowa
- John Anthony Helliwell - instrumenty dęte, chórki
- Rick Davies – śpiew, instrumenty klawiszowe

## Produkcja
- Producent – Ken Scott, Supertramp
- Remastering – Greg Calbi, Jay Messina

## Lista
| Rok  | Lista                | Pozycja |
| ---- | -------------------- | ------- |
| 1975 | UK Albums Chart      | 20      |
| 1976 | Billboard Pop Albums | 44      |

## Single
| Rok  | Singiel                                                    | Nr Katalogowy                           |
| ---- | ---------------------------------------------------------- | --------------------------------------- |
| 1975 | "Lady" / ”You Started Laughing When I Held You in My Arms” | AMS 7201 (w W. Brytanii)                |
| 1976 | "Ain’t Nobody But Me" / ”Sister Moonshine”                 | 16 951 AT (w RFN), K-6385 (w Australii) |